# Megachile hubeiense
Megachile hubeiense är en biart som beskrevs av Wu 2005. Megachile hubeiense ingår i släktet tapetserarbin, och familjen buksamlarbin. Inga underarter finns listade i Catalogue of Life.